# FullWEB
FullWEB（フルウェブ）は、株式会社コネクテッドが開発したWebベースの図面・文書管理システムである。FullWEBは現在、電機・機械・自動車業界の大手企業を中心に400社以上の導入実績がある。
上位製品として、製品情報管理（PDM）のFullWEB-PDMが存在する。
FullWEBは、EXCELのセルから属性を自動抽出、フォルダを自動で作成できるGrowingTreeなど、便利な機能が特徴。
また、全文検索は自社開発で高速である。
SDKを利用することで、マイクロソフト社の VB, C#, VC++言語等でカスタマイズ開発できる。

## リリース履歴
| バージョン  | リリース日 |
| ----------- | ---------- |
| FullWEB 4.0 | 2009年4月  |
| FullWEB 4.1 | 2009年10月 |
| FullWEB 5.0 | 2012年1月  |
| FullWEB 5.1 | 2012年11月 |
| FullWEB 6.0 | 2014年3月  |
| FullWEB 7.0 | 2015年3月  |
| FullWEB 7.1 | 2015年10月 |
| FullWEB 8.0 | 2018年8月  |
| FullWEB 9.0 | 2019年11月 |